# Martin Stenman
Martin Leonard Stenman, född 17 april 1919 i Helgarö, Södermanlands län, död 8 januari 1973 i Landeryd i Linköpings kommun, var en svensk målare, tecknare, grafiker och konsthantverkare.
Han var son till ingenjören Leonard Stenman och Hulda Ingeborg Tell och gift 1949–1965 med Kerstin Ingeborg Lundberg. Stenman studerade vid Otte Skölds och Grünewalds målarskolor i början av 1940-talet. Han fortsatte därefter sina studier vid konstakademien i Florens och Académie Libre i Stockholm. han tillhörde under en period kretsen i Stockholmsbohemen av konstnärer men flyttade 1949 till Valdemarsvik. Periodvis vistades han utomlands och gjorde flera resor till Paris 1949–1951 samt Grekland 1958 och Spanien 1960. Han debuterade i en utställning tillsammans med Erik Erikz på Galerie Moderne i Stockholm 1948 och ställde därefter ut separat eller tillsammans med sin fru i bland annat Eskilstuna, Kalmar, Örebro, Norrköping, Linköping och Stockholm. han medverkade i Nationalmuseums utställning Unga tecknare 1949 och i en rad av Östgöta konstförenings årliga samlingsutställningar sedan 1950-talets början. Tillsammans med sin fru tillverkade han smycken i tenn som präglades av ett barbariskt raffinemang och en ornamental fyndighet. Hans konst består av naturbilder med mustig grönska och faluröda hus från Valdemarsvikstrakten och landskapsskildringar från sydligare länder samt svartvit grafik med motiv från Valdemarsvik. Han utgav 1953 en mapp med tio blad från Valdemarsvik samt 1953 en mapp med bilder från Lofthammars skärgård och 1961 kom en serie mappar som Ostkusten, Linköping och Kalmar. Stenman är representerad vid Gustav VI Adolfs samling, Kalmar konstmuseum, Valdemarsviks församlingshem och Kalmar ålderdomshem.